# Beienroder Holz
Beienroder Holz este o arie protejată (sit de importanță comunitară — SCI) din Germania întinsă pe o suprafață de 547 ha, integral pe uscat.

## Localizare
Centrul sitului Beienroder Holz este situat la coordonatele 52°19′54″N 10°42′48″E / 52.3317°N 10.7133°E.

## Înființare
Situl Beienroder Holz a fost declarat sit de importanță comunitară în iunie 2000 pentru a proteja 5 specii de animale.

## Biodiversitate
Situată în ecoregiunea atlantică, aria protejată conține 5 habitate naturale: Păduri de fag Luzulo-Fagetum, Păduri de fag Asperulo-Fagetum, Păduri de stejar sau de stejar și carpen sub-atlantice și medio-europene de Carpinion betuli, Păduri acidofile de stejar bătrân cu Quercus robur pe câmpii nisipoase, Păduri aluvionare cu Alnus glutinosa și Fraxinus excelsior (Alno-Padion, Alnion incanae, Salicion albae).
La baza desemnării sitului se află mai multe specii protejate:
- amfibieni (1): triton cu creastă (Triturus cristatus)
- mamifere (3): liliac cârn (Barbastella barbastellus), liliac cu urechi mari (Myotis bechsteinii), liliac comun (Myotis myotis)
- nevertebrate (1): Osmoderma eremita Complex

Pe lângă speciile protejate, pe teritoriul sitului au mai fost identificate 1 specie de mamifere.